# Loreburn
Loreburn es un pueblo canadiense situado en la provincia de Saskatchewan.

## Superficie
Loreburn tiene una superficie de 0,56 km².

## Demografía
En 2021, tenía 100 habitantes, una densidad poblacional de 178,2 hab./km², y 65 viviendas.